# Степанов, Александр Васильевич (физик)
Александр Васильевич Степанов (13 (26) августа 1908, Санкт-Петербург, Российская империя — 16 мая 1972, Ялта, Украинская ССР) — советский учёный-физик, специалист в области физики твёрдого тела, доктор физико-математических наук, профессор, член-корреспондент Академии наук СССР (1968).

## Биография
Родился 26 августа 1908 года в Санкт-Петербурге.
Окончил Ленинградский политехнический институт в 1930 году. В студенческие годы судил футбольные матчи сотрудников института, неплохо играл в теннис, зимой постоянно выезжал в Кавголово кататься на слаломных лыжах. Вся научная деятельность Александра Васильевича была связана с Ленинградским Физико-техническим институтом, где он работал препаратором, инженером, старшим научным сотрудником, заведующим лабораторией. Одновременно он занимался преподавательской деятельностью и был сначала доцентом, а затем заведующим кафедрой теоретической физики Ленинградского Педагогического института им А. И. Герцена. 
Скончался 16 мая 1972 года в Ялте.

## Научная деятельность
Работал в 1933—1934 годах над проблемой прочности и пластичности твердых тел. Степанов показал, что очаги разрушения возникают в кристалле в процессе нагружения за счёт пластической деформации, которая, всегда предшествует излому. Сейчас эти положения лежат в
основе дислокационных теорий, доказывающих важную роль пластической деформации в разрушении кристаллов. Уже после смерти учёного было установлено, что при
быстропротекающих процессах высокоскоростного соударения твёрдых хрупких тел, в зоне контакта реализуется твёрдость и пластическая деформация.
Изучая пластическую деформацию ионных кристаллов, Степанов открывает эффект электризации полос скольжения. В научной литературе появляется
«Эффект Степанова». В ФТИ им. А. Ф. Иоффе сохранился колокольчик, которым академик Абрам Фёдорович Иоффе извещал о начале заседаний учёного совета. Колокольчик был изготовлен Степановым в 1934 году из хлористого серебра. Этот уникальный прозрачный материал был открыт им при изучении механических свойств кристаллов. Позднее кристаллы хлористого серебра нашли применение при разработке новых поляризационно-оптических методов исследования напряжённых состояний кристаллических, поликристаллических и анизотропных сред. После смерти учёного его работы развивали уже ученики. Исследовались упругие и неупругие свойства кристаллов и изучение механические свойства твёрдых тел при гелиевых температурах. Эти работы приобрели особую актуальность в связи с освоением космоса. Школой Степанова внесён большой вклад в развитие дислокационных представлений о природе твёрдых тел.
Работы Степанова по кристаллизации открыли мир профилированных кристаллов и привели к созданию индустрии их производства. В 1972 году по решению
Президиума АН СССР был создан сектор выращивания профилированных кристаллов и изделий, а координационная работа в этой области возложена на ФТИ им. А. Ф. Иоффе. Работы по выращиванию профилированных монокристаллов были начаты аспирантом С. В. Цивинским, которым впервые были получены ленточные кристаллы. Позднее учеником Степанова Татарченко работы по выращиванию профилированных кристаллов были перенесены в Институт физики твёрдого тела РАН, где были выполнены исследования по капиллярному формообразованию. Внедрение способа Степанова для производства германиевых стержней в промышленных условиях производилось на Запорожском титано-магниевом комбинате, а на Воронежском заводе полупроводниковых приборов было организовано производство германиевых транзисторов из профилированных кристаллов. По инициативе Степанова, начиная с 1967 года, регулярно проводились Всесоюзные совещания по получению профилированных кристаллов и их применению в народном хозяйстве. Работы по получению профилированных монокристаллов нашли отражение в выпуске журнала J. Crystal Growth 1980 года. В 1986 и в 1989 годах в Венгриибыли проведены Международные конференции по выращиванию профилированных монокристаллов.

### Основные научные работы
- А. В. Степанов. Основы практической прочности кристаллов. — М.: Наука, 1974.
- А. В. Степанов. Будущее металлообработки. — Лениздат, 1963.

## Награды и память
Награждён орденом Ленина, орденом «Знак Почёта» и медалями. С 2000 года на Международных конференциях по росту кристаллов в Москве постоянно работает отдел «Профилированные кристаллы». Последнее совещание по способу Степанова состоялось в 2003 году в Физико-техническом институте им. А. Ф. Иоффе РАН.